# Wiewiórka rudoogonowa
Wiewiórka rudoogonowa (Sciurus granatensis) – politypowy gatunek gryzonia z rodziny wiewiórkowatych (Sciuridae). Ze względu na wygląd i miejsce występowania wyodrębniono 32 podgatunki wiewiórek rudoogonowych. 
Gryzonie tego gatunku zamieszkują lasy tropikalne i sezonowe Ameryki Środkowej i Południowej, od północnej Kostaryki, przez Panamę (m.in. na wyspie Barro Colorado), Kolumbię i południową Wenezuelę, aż po Ekwador. Występują również na wyspach Margarita,  na Tobago i Trynidadzie. Wiewiórki zasiedliły obecny habitat około 5 do 8 milionów lat temu, gdy między obiema Amerykami pojawił się most lądowy.
Żywią się przede wszystkim dużymi owocami i nasionami, a w niektórych sytuacjach także owadami, liśćmi, korą drzew, grzybami i kwiatami.

## Budowa ciała

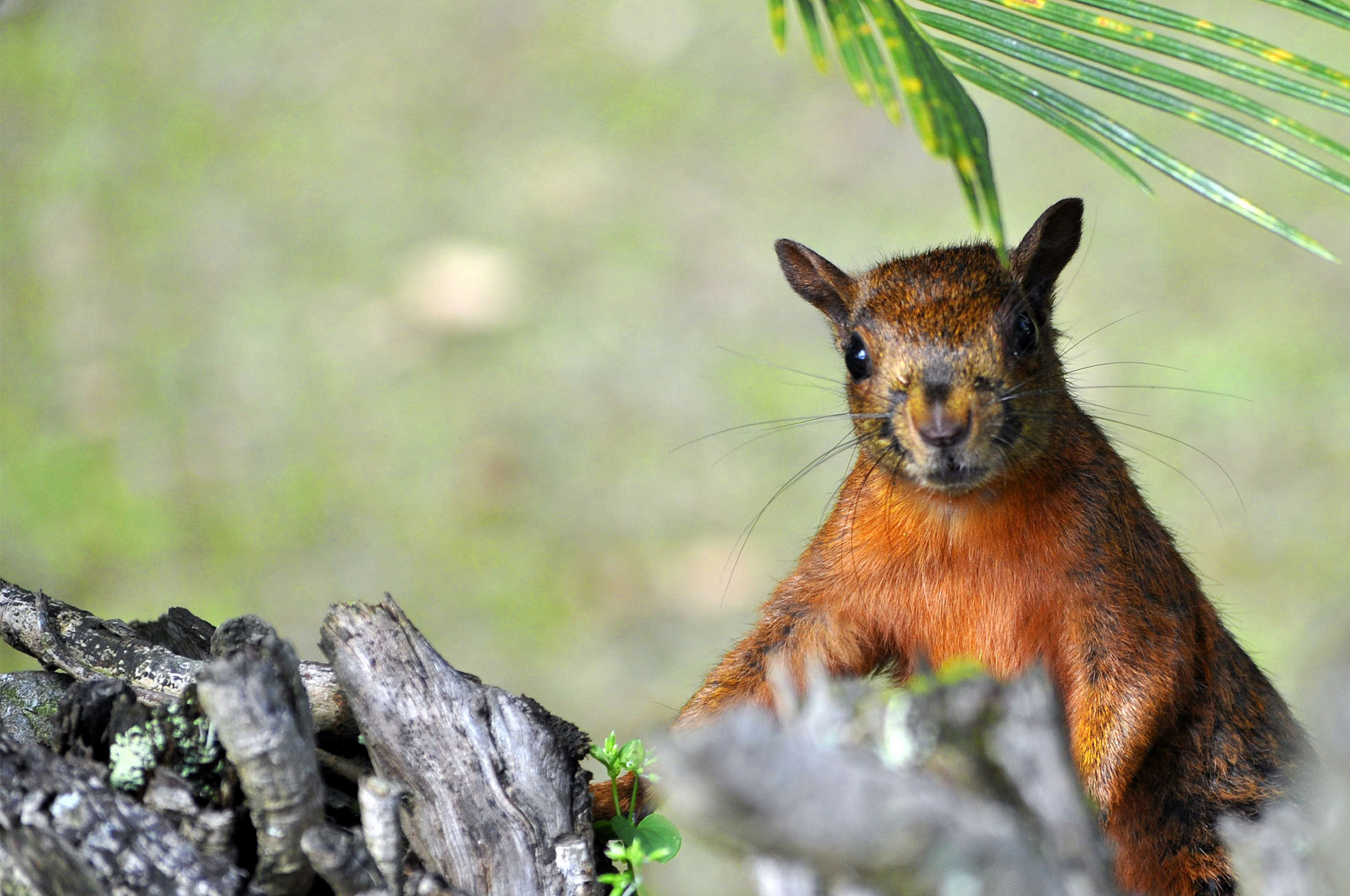
Sciurus granatensis

Wiewiórki rudoogonowe są średniej wielkości. Ich kolor zmienia się znacznie w całej gamie gatunków, zwłaszcza w różnych siedliskach. Powierzchnia grzbietowa jest często ciemnopomarańczowa, ale może wahać się od matowożółtej z czarnymi plamkami aż do jednolicie czarnej. Niektóre odmiany wiewiórek rudoogonowych mają medianę – grzbietowy pasek. Ich brzuszna część ciała występuje w kolorach od białego do całkowicie jasnopomarańczowego. Dobrze owłosiony ogon jest matowożółtobrązowy i może zawierać czarną końcówkę.
Wiewiórki rudoogonowe różnią się wielkością w całym ich zasięgu geograficznym. Samce i samice są prawie tego samego rozmiaru, chociaż samice są zwykle nieco większe na panamskiej wyspie Barro Colorado. Masa ciała osiąga od 228 do 520 g, a długość w zakresie od 330 do 520 mm. Sciurus granatensis ma szeroką i wygiętą czaszkę. Pyszczek jest długi.

## Ekologia

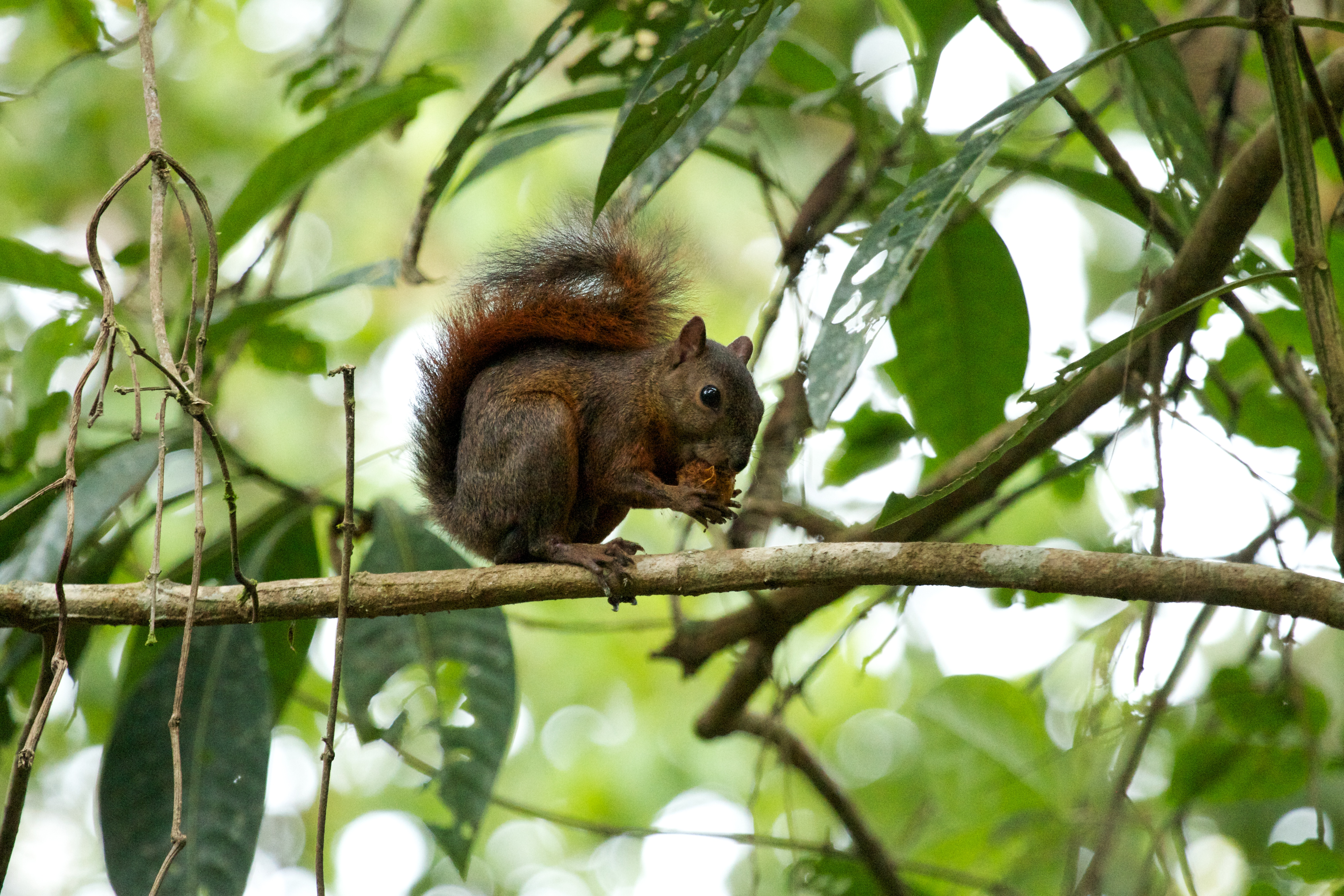
Wiewiórka rudoogonowa w czasie posiłku

### Środowisko
Wiewiórki rudoogonowe występują w różnych siedliskach. Zamieszkują oba typy lasów, tropikalne i sezonowe. Głównie spotkać je można w niższych warstwach leśnych (od 3 do 15 metrów nad poziomem gruntu), w ścisłej bliskości wody, a także na polach uprawnych, w miejscach z bliskim kontaktem człowieka.

### Odżywianie
Wiewiórki rudoogonowe zdobywają pożywienie głównie na ziemi oraz w niższych partiach lasów, zazwyczaj do kilku metrów ponad poziomem gruntu. Gdy jednak znajdą na ziemi owoc lub orzech, zawsze wnoszą go na pobliskie drzewo, kilka metrów wyżej, i dopiero tam zaczynają konsumpcję. W okresie owocowania wyższych drzew zapuszczają się także w ich korony, obserwowane były nawet 30 metrów ponad poziomem gruntu.
Około 65% diety wiewiórek rudoogonowych składa się z owoców, orzechów i nasion. Choć żywią się głównie dużymi owocami i nasionami, ich dieta może obejmować liście, korę, grzyby i kwiaty. Wiewiórki południowoamerykańskie karmią młode owadami. W obszarach, w których przebywają ludzie, żywią się dla odmiany takimi owocami i warzywami jak mango, awokado, kukurydza, kokos i banan, powodując szkody w tych uprawach. Wiewiórki szukają przede wszystkim żywności na ziemi, ale także w koronach drzew powyżej 30 m nad ziemią.
Z badań przeprowadzonych na wyspie Barro Colorado wynika, że wiewiórki tego gatunku żywią się przynajmniej 56 gatunkami roślin, jednak wśród występującego tam podgatunku wiewiórek ok. 75% diety przypada na zaledwie cztery z nich: orzechy drzewa Dipteryx panamensis, pędy palmy Astrocaryum standleyanum i Scheelea zonensis oraz owoce gatunku Gustavia superba. Z kolei w rejonie Góry św. Benedykta na Trynidadzie ulubionym przysmakiem wiewiórek rudoogonowych są łuski dojrzałych owoców kakaowca, drzewa występującego powszechnie w tym regionie.

### Znaczenie w ekosystemie
Wiewiórki południowoamerykańskie rozpraszają nasiona owoców, którymi się żywią, a także zarodniki grzybów. Mogą być cennym łupem dla drapieżników. Niekiedy przyczyniają się do niszczenia upraw, takich owoców i warzyw jak mango, kakao, awokado czy kukurydza.

## Systematyka
Gryzonie Ameryki Południowej są wciąż stosunkowo słabo znane nauce, wobec czego granice pomiędzy poszczególnymi podgatunkami, a także pomiędzy rodzajami Sciurus, Microsciurus i Sciurillus bywają płynne. W przeszłości niektórzy autorzy wyodrębniali także osobny rodzaj Mesosciurus, do którego miało należeć kilka spośród podgatunków obecnie klasyfikowanych jako wiewiórki rudoogonowe. 
Na podstawie różnic w wyglądzie i miejscu występowania wyodrębniono 32 podgatunki wiewiórki rudoogonowej:
- Sciurus granatensis agricolae. Hershkovitz, 1947

Zaobserwowany: Colonia Agricola de Caracolicito
- Sciurus granatensis bondae. J. A. Allen, 1899
- Sciurus granatensis candelensis. J. A. Allen, 1914
- Sciurus granatensis carchensis. Harris and Hershkovitz, 1938
- Sciurus granatensis chapmani. J. A. Allen, 1899
- Sciurus granatensis chiriquensis. Bangs, 1902
- Sciurus granatensis chrysuros. Pucheran, 1845
- Sciurus granatensis ferminae. Cabrera, 1917
- Sciurus granatensis gerrardi. Gray, 1861

Także Mesosciurus gerrardi valdiviae, zaobserwowany w okolicach Puerto Valdivia w Kolumbii
- Sciurus granatensis granatensis. Humboldt, 1811

Zaobserwowany: departament Bolívar w Kolumbii
- Sciurus granatensis griseimembra. J. A. Allen, 1914
- Sciurus granatensis griseogena. Gray, 1867
- Sciurus granatensis hoffmanni. Peters, 1863
- Sciurus granatensis imbaburae. Harris and Hershkovitz, 1938
- Sciurus granatensis llanensis. Mondolfi and Boher, 1984

Zaobserwowany: Barinas, Hato Corozal, Caño Tutumito, Arismendi
- Sciurus granatensis manavi. J. A. Allen, 1914
- Sciurus granatensis maracaibensis. Hershkovitz, 1947

Występuje w rejonie Rio Aurare w okolicach Maracaibo
- Sciurus granatensis meridensis. Thomas, 1901
- Sciurus granatensis morulus. Bangs, 1900
- Sciurus granatensis nesaeus. G. M. Allen, 1902
- Sciurus granatensis norosiensis. Hershkovitz, 1947
- Sciurus granatensis perijae. Hershkovitz, 1947
- Sciurus granatensis quindianus. J. A. Allen, 1914
- Sciurus granatensis saltuensis. Bangs, 1898
- Sciurus granatensis soederstroemi. Stone, 1914

Pierwotnie opisywana jako S. g. söderströmi
- Sciurus granatensis splendidus. Gray, 1842
- Sciurus granatensis sumaco. Cabrera, 1917
- Sciurus granatensis tarrae. Hershkovitz, 1947

Zaobserwowana w rejonie Rio Tarra (stąd nazwa), prawego dopływu San Calixto w kolumbijskim departamencie Norte de Santander
- Sciurus granatensis valdiviae. J. A. Allen, 1915
- Sciurus granatensis variabilis. I. Geoffroy Saint-Hilaire, 1832
- Sciurus granatensis versicolor. Thomas, 1900
- Sciurus granatensis zuliae. Osgood, 1910

## Tryb życia
Podobnie jak wszystkie inne wiewiórki występujące w Ameryce Południowej, Sciurus granatensis jest zwierzęciem dziennym. Buduje kuliste gniazda z gałązek i listowia w porastających drzewa pnączach lub na konarach.

### Rozród

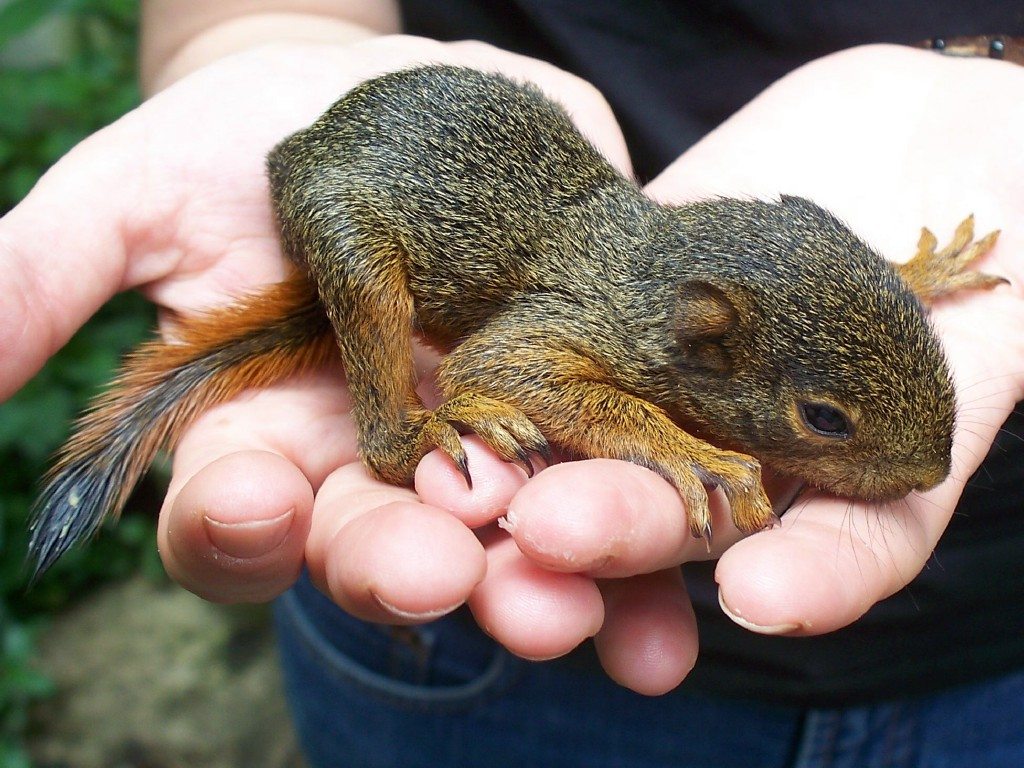
Młoda wiewiórka rudoogonowa

Wiewiórki rudoogonowe zwykle rozmnażają się pod koniec grudnia lub na początku stycznia do października. Podczas godów samce zaczynają szukać samic trzy lub więcej dni przed ich wejściem w ruję. W dzień, w którym u samicy rozpoczyna się ruja, wiele samców zaczyna wkraczać w jej terytorium i goni ją aż do momentu pokrycia. Samiec traci zainteresowanie samicą w ciągu 15 do 30 minut po kopulacji. Okres ciąży tych wiewiórek jest krótszy niż dwa miesiące.
Młode rodzą się bezwłose i z zamkniętymi oczami, o masie ciała około 9 do 10 g. Wielkość miotu waha się od 1 do 2 osobników, choć w rzadkich przypadkach może wynieść 3. W ciągu roku może wystąpić od 2 do 3 miotów. Futro zaczyna rosnąć młodym około 14 dni po urodzeniu, a ich oczy otwierają się około 30 do 32 dni po urodzeniu.

## Rozmieszczenie geograficzne

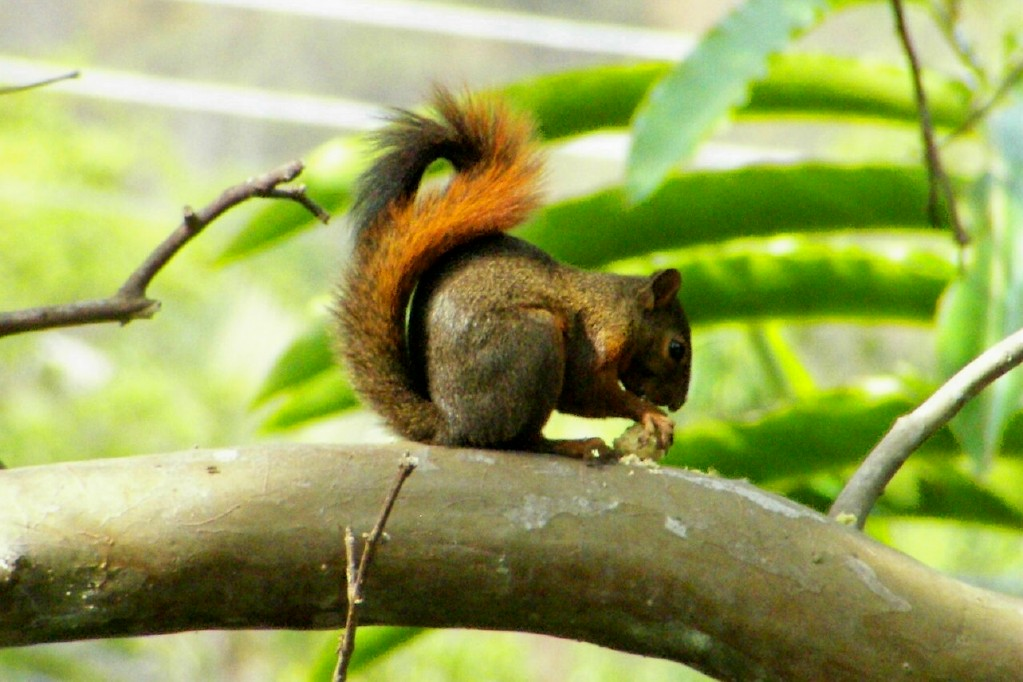
Wiewiórka rudoogonowa

Wiewiórki rudoogonowe występują powszechnie w Ameryce Środkowej i Południowej. Stanowią jeden z szesnastu gatunków wiewiórek występujących w tym rejonie świata. Ich zakres obejmuje północną Kostarykę, Panamę (w tym Barro Colorado), południową Wenezuelę, Kolumbię i Ekwador. Występują również na wyspach Margarita, Tobago, Trynidad. Okazy obserwowane były we wszystkich strefach od poziomu morza aż po zalesione zbocza gór do wysokości ok. 3 tysięcy metrów n.p.m.

## Ochrona
Występuje w wielu obszarach chronionych, w tym parkach narodowych i parkach miejskich. Naturalnymi drapieżnikami polującymi na wiewiórki są m.in. kapucynki czubate oraz średnie i duże kotowate. Mimo tego populacja wiewiórki rudoogonowej jest nadal bardzo duża i wydaje się być nie zagrożona, z tego powodu w 2008 roku IUCN umieściła ją pomiędzy gatunkami narażonymi na minimalne ryzyko wyginięcia.